# Sporting Clube de Pombal
El SC Pombal es un equipo de fútbol amateur de Portugal que milita en la Liga Regional de Leiria, la quinta liga de fútbol más importante del país.

## Historia
Fue fundado el 20 de octubre del año 1922 en la ciudad de Pombal en el distrito de Leira y es el primer equipo y el más importante de la ciudad, aunque es un equipo filial del Sporting de Portugal luego del acuerdo tomado por los 26 socios fundadores del club en 1922.
A inicios del siglo 21 el club ya contabilizaba más de 1000 asociados y se había expandido a otras secciones como más categorías de fútbol, campismo, natación, gimnasia artística y karate.

## Estadio
El SC Pombal juega sus partidos de local en el Estadio Municipal de Pombal con capacidad para 3.500 espectadores, aunque sus equipos menores juegan en el Campo de Jogos Dr. Armindo Carolino.

## Palmarés
- Campeonato Distrital de Leira: 1

1936/37
- Segunda División Distrital de Leira: 2

1938/39, 1950/51
- Tercera División B: 1

1999/2000
- Copa de Leira: 2

1993/94, 1999/2000
- Copa Lis: 1

1953/54
- Copa de San Jorge: 1

1972/73

## Jugadores

### Jugadores destacados
- Fabrício Santos